# Жароткель
Жароткель (каз. Жарөткел) — село в Айтекебийском районе Актюбинской области Казахстана. Входит в состав Карабутакского сельского округа. Код КАТО — 153453500.

## Население
В 1999 году население села составляло 484 человека (247 мужчин и 237 женщин). По данным переписи 2009 года, в селе проживало 327 человек (167 мужчин и 160 женщин).